# Speelhof (Sint-Truiden)

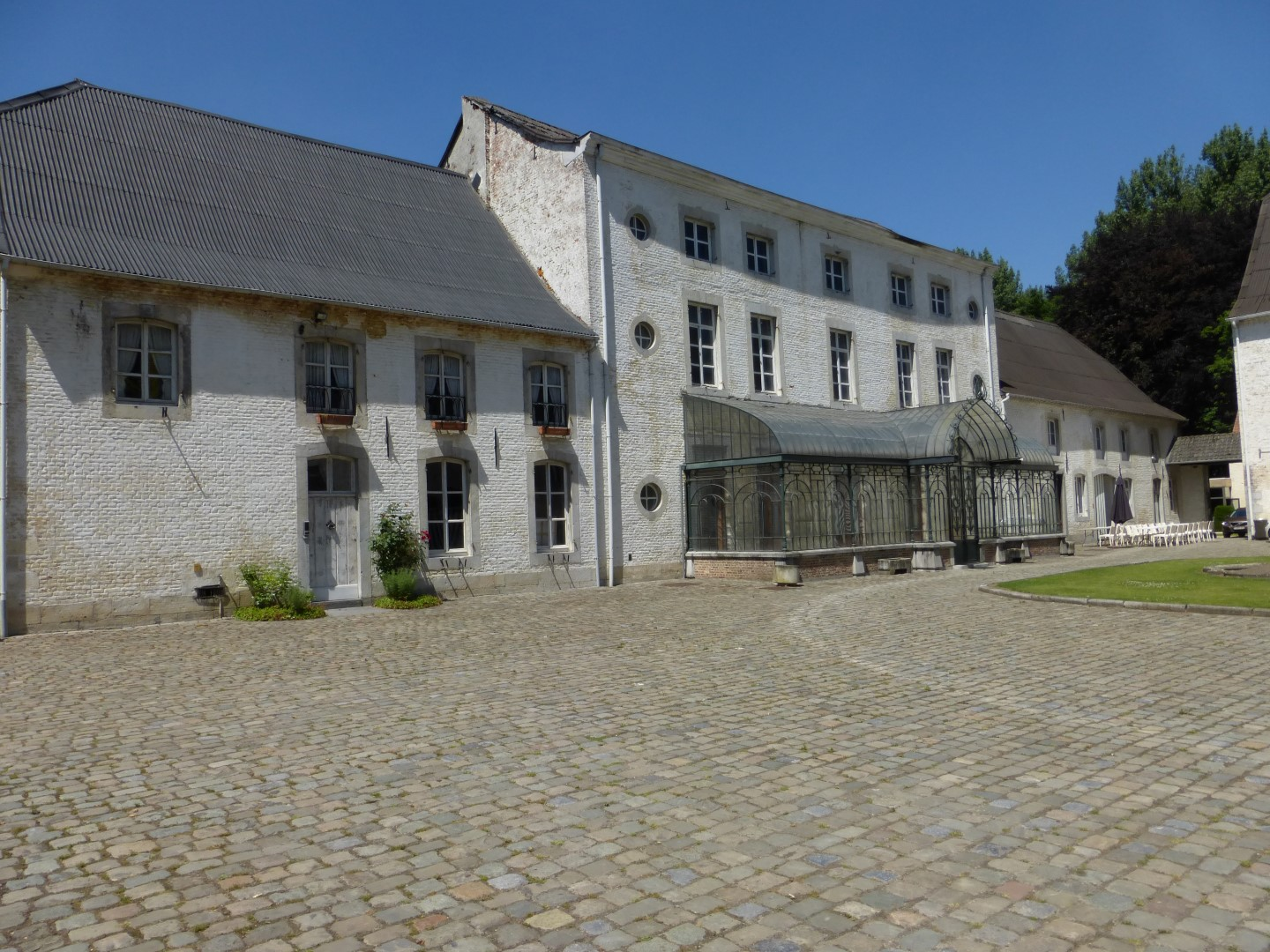
Het Speelhof

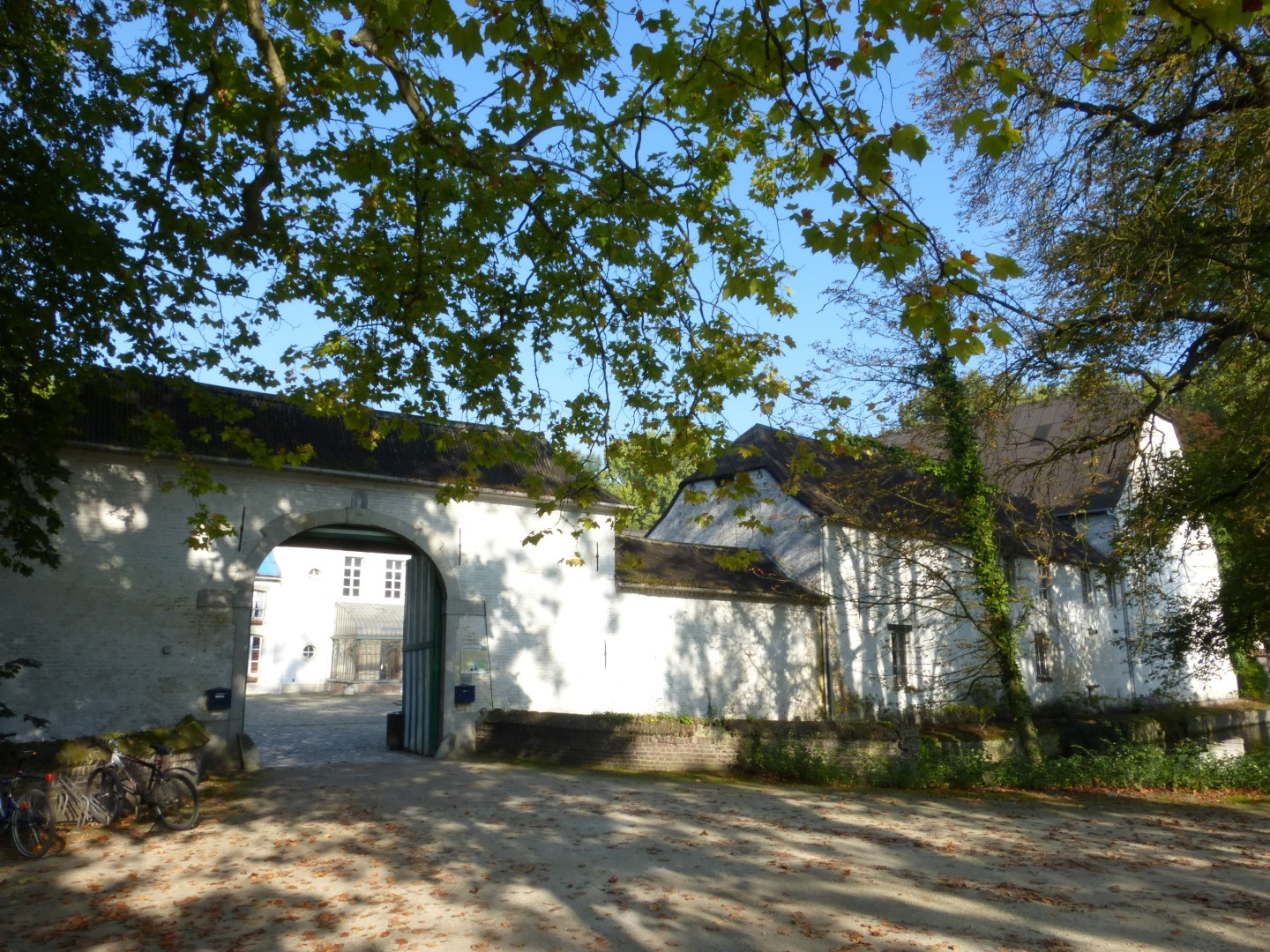

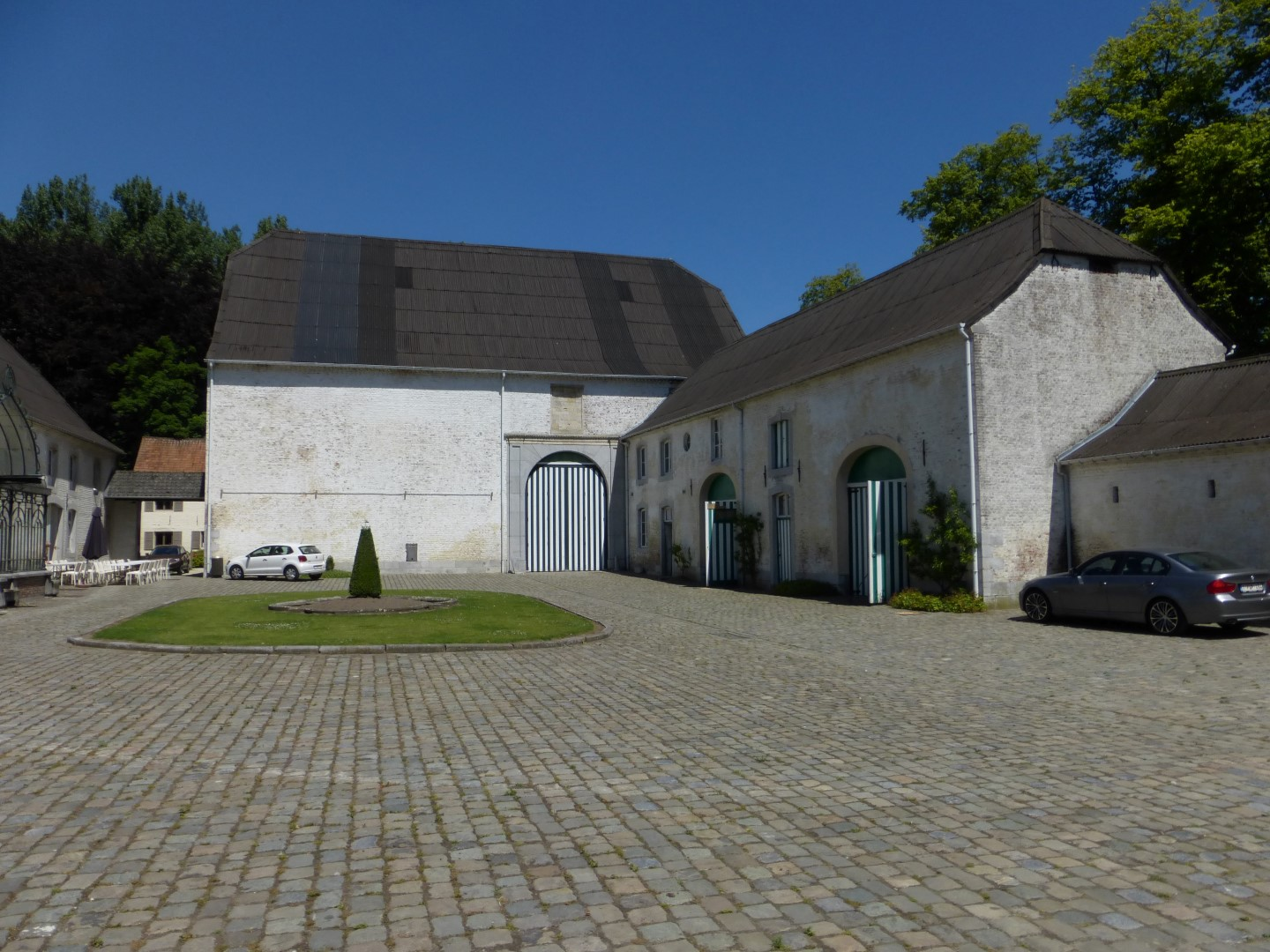

Het Speelhof is een gebouw met omringend domein, gelegen aan Speelhoflaan 5 in de Sint-Truidense wijk Schurhoven.
Het Speelhof is gebouwd als buitenverblijf voor de abten van de Abdij van Sint-Truiden. Het werd gesticht in 1585 door abt Christoffel de Blocquerie. Tot 1796 bleef het eigendom van de abdij.
Het goed bestaat uit een herenhuis met stallen en een dwarsschuur, gelegen rond een rechthoekige gekasseide binnenplaats, waar in het midden een fonteintje staat. Ook is er een poortgebouw met duiventil uit de 2e helft van de 18e eeuw. De bijgebouwen, links en rechts van het herenhuis, dateren van de 2e helft van de 18e eeuw. Het herenhuis, met daarachter een oranjerie, is uit de eerste helft van de 19e eeuw. Het geheel is witgekalkt.
De gebouwen bevinden zich op een landgoed, dat ommuurd en omgracht is. Het omvat een park, waarin ook enkele dreven lopen en enkele oude bomen staan, een boomgaard en een moestuin.